# 阿莱西奥·萨尔托里
阿莱西奥·萨尔托里（義大利語：Alessio Sartori，1976年11月13日—），意大利男子赛艇运动员。他曾代表意大利参加1996年、2000年、2004年、2008年和2012年夏季奥林匹克运动会赛艇比赛。